# John C. Woods
John Clarence Woods (Wichita, 5 de juny de 1911 - Enewetak, 21 de juliol de 1950) va ser un botxí i militar estatunidenc d'origen irlandès, sergent de l'exèrcit dels Estats Units d'Amèrica.
El 16 d'octubre de 1946, amb Joseph Malta, va realitzar les execucions contra deu alts càrrecs del Tercer Reich, després que fossin condemnats a mort en els judicis de Nuremberg. La revista Time va acreditar 347 execucions en aquesta data, després d'una carrera de 15 anys, però d'acord amb recerques recents, s'estima la xifra en 60 a 70 durant un període de dos anys.

## Trajectòria
Nascut a Wichita, Kansas, després de la separació dels seus pares i d'abandonar l'escola, es va unir a la Marina dels Estats Units el 3 de desembre de 1929. Assignat a la costa oest amb l'USS Saratoga, en qüestió d'uns pocs mesos es va negar a treballar i es va absentar sense permís. Va ser capturat a Omaha i retornat a Califòrnia, on va ser jutjat i declarat culpable en una Cort Marcial General per, posteriorment, ser examinat per un consell psiquiàtric el 23 d'abril de 1930. L'informe de l'examen el va descriure com una persona que anava repetidament en contra de l'autoritat i de la instrucció rebuda, el seu comandant i oficials el catalogaven com a irresponsable i inepte. Se li va diagnosticar «inferioritat constitucional psicopàtica sense psicosi». No representant cap perill per a si mateix o per a altres persones, va ser categoritzat com a «material de servei pobre», donant-lo de baixa del servei amb deshonor.
Posteriorment a la baixa, va treballar de manera intermitent en la construcció com a peó i a temps parcial en una botiga d'aliments a Eureka, Kansas. Durant aquest període es va casar amb una infermera, Hazel Woods, però no van tenir fills. Amb l'esclat de la Segona Guerra Mundial, i sense informar l'exèrcit de la seva baixa deshonrosa a la marina, es va allistar a l'exèrcit dels Estats Units, reportant-se a l'entrenament bàsic el setembre de 1943, i sent enviat a Anglaterra el 1944 per al dia D.
Abans del desembarcament de Normandia, les execucions militars estatunidenques a la forca en el Teatre d'Operacions Europeu es van produir solament a Anglaterra i van ser realitzades pel botxí civil Thomas Pierrepoint, amb l'assistència d'Albert Pierrepoint i altre personal britànic. Quan a la tardor de 1944 les execucions militars a la forca es van programar a França, l'Exèrcit buscava entre els elements allistats un voluntari a botxí i van escollir a Woods, qui va afirmar falsament tenir experiència prèvia com a ajudant de botxí en dos casos a Texas i dos a Oklahoma, si bé no hi ha proves que l'exèrcit realitzés cap intent de verificar les seves afirmacions. De fet, Woods no tenia experiència anterior a la guerra documentada com a botxí. En aquell moment era un element de baix rang, membre del 37è Batalló d'Enginyers de Combat. Va ser ascendit a sergent i traslladat a París al Centre d'Entrenament Disciplinari. Durant el 1944 i 1945 es va convertir en el botxí principal de l'execució de 34 soldats estatunidencs sentenciats a la forca, en diversos llocs de França i va ajudar en almenys altres tres. Informes de l'Exèrcit indiquen que va participar en almenys 11 penjaments fallits de soldats estatunidencs. Entre 1944 i 1946 també va participar en l'execució d'uns quaranta-cinc criminals de guerra en diversos llocs de Rheinbach, Bruchsal, Landsberg i Nuremberg.

## Execucions a la presó de Nuremberg
El 16 d'octubre de 1946, al costat de Joseph Malta, va realitzar les execucions dels deu principals criminals de guerra alemanys, que van tenir lloc en el gimnàs de la presó de Nuremberg.
Woods i Malta van calcular malament la longitud de les sogues utilitzades en les execucions, per la qual cosa molts condemnats no van morir ràpidament de fractura cervical, com era la intenció, sinó que van haver de patir una mort llarga i dolorosa per asfíxia. A més d'aquest error, la trampa era massa petita, així que diversos condemnats van sofrir ferides sagnants al cap en colpejar-se contra ella. Woods va dir haver guardat com a record petits trossos de les sogues usades per a cada condemnat, consideració contrària a la política adoptada en els Judicis de Nuremberg pel coronel a càrrec de les execucions. Algunes de les declaracions de Woods després de les execucions de Nuremberg van ser:
| « | Jo he penjat aquells deu nazis… i estic orgullós d'això… no estava nerviós… un tipus no pot permetre's el luxe d'estar nerviós en aquest treball… vull mostrar el meu agraïment als soldats que em van ajudar… estic tractant d'obtenir-los un ascens […] Tal com veig aquest treball, algú l'ha de fer. M'hi vaig ficar per accident, fa anys als Estats Units… | » |

| « | 10 homes en 103 minuts. Això és treball ràpid. | » |

## Mort
El 21 de juliol de 1950, mentre servia amb la 7a Brigada d'Enginyers a Enewetak, Illes Marshall, es va electrocutar accidentalment quan tractava de reparar un equip d'il·luminació. Va ser sepultat en el cementiri municipal de Toronto, Kansas. Al llarg de la seva vida no va rebre guardons o condecoracions militars individuals pel seu servei com a botxí.